# District de Guna
Pour les articles homonymes, voir Guna (homonymie).
Le district de Guna  (hindi : गुना  जिला)est un district  de l'État du Madhya Pradesh, en Inde

## Géographie
Au recensement de 2011, sa population compte 1 241 519 habitants pour une superficie de 6 390 km2.
Son chef-lieu est la ville de Guna.
Ce district est limitrophe au nord-est du district de Shivpuri, à l'est de celui d'Ashoknagar, au sud-est de celui de Vidisha, au sud-ouest du Rajgarh, à l'ouest et au nord-ouest de celui de Jhalawar et du district de Baran tous deux situés dans l'État du Rajasthan. 
Le fleuve Sindh coule vers le nord le long de la frontière orientale du district.

## Histoire
Le 15 août 2003 le district de Guna a été divisé en deux, la partie orientale faisant maintenant partie du district d'Ashoknagar.